# 聯邦制藥
聯邦制藥國際控股有限公司 （港交所：3933）是一家在香港交易所上市的製藥公司。創辦人蔡金樂先生，是在1990年收購而成立。主要生產口服液、注射等藥物。
1994年創立「珠海聯邦制藥股份有限公司」，直至在2007年於香港交易所上市。
其香港總部位於香港新界元朗工業邨福宏街6號，至於中國則位於廣東省珠海市國家高新技術産業開發區三灶科技工業園。 